# Wybory do Parlamentu Europejskiego w Niemczech w 1979 roku
Wybory do Parlamentu Europejskiego w Niemczech w 1979 roku zostały przeprowadzone 10 czerwca 1979 roku. Do zdobycia było 81 mandatów o które ubiegało się 5 partii politycznych.
| Nazwa Partii                            | Liczba głosów % | Liczba mandatów | Zmiana liczby mandatów |
| --------------------------------------- | --------------- | --------------- | ---------------------- |
| Socjaldemokratyczna Partia Niemiec      | 40,8%           | 35              | -                      |
| Unia Chrześcijańsko-Demokratyczna       | 39,1%           | 34              | -1                     |
| Unia Chrześcijańsko-Społeczna w Bawarii | 10,1%           | 8               | -                      |
| Wolna Partia Demokratyczna              | 6%              | 4               | -                      |
| Związek 90/Zieloni                      | 3,2%            | -               | -                      |
| Pozostali                               | 0,8%            | -               | -                      |
| Suma                                    | 100%            | 81              | -                      |